# Campo minato (videogioco)
Campo minato è un videogioco rompicapo per singolo giocatore sviluppato da Robert Donner e Curt Johnson e pubblicato nel 1990 nella raccolta Microsoft Entertainment Pack 1 per Windows 3.1. Lo scopo del gioco è ripulire un campo minato senza far esplodere le mine.
Il gioco fu riscritto per molte piattaforme, anche se la sua versione più famosa è quella inclusa in Microsoft Windows – uscita molti anni dopo le varie conversioni – il cui titolo fu in seguito modificato in Prato fiorito, sostituendo le mine con fiori. Nelle versioni per Linux, tuttavia, il nome è sempre Campo minato o Mine.

## Modalità di gioco

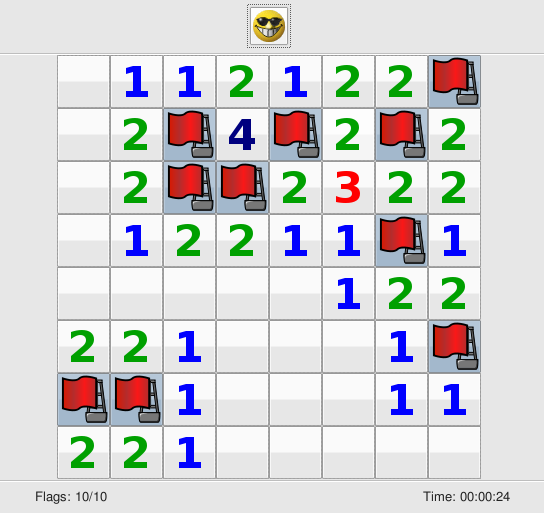
Campo minato per GNOME:GNOME Mines

Il campo di gioco consiste in un campo rettangolare (o quadrato) a sua volta suddiviso in tanti piccoli quadrati. Ogni quadrato viene ripulito, o scoperto, cliccando su di esso. Molti quadrati contengono mine: quando viene cliccato un quadrato con una mina, essa esploderà e farà terminare il gioco. Se il quadrato cliccato non contiene una mina, possono accadere due eventi. Se nel quadrato appare un numero, ciò indica la quantità di quadrati adiacenti (inclusi quelli in diagonale) che contengono mine, che possono essere da 1 a 8. Se non appare nessun numero significa che tutti gli 8 quadrati adiacenti non contengono una mina: in questo caso il gioco ripulisce automaticamente tutti i quadrati vuoti adiacenti a quello cliccato (fino a quando non si arriva a quadrati che contengano un numero). Si vince la partita quando tutti i quadrati che non contengono mine saranno individuati.
Il giocatore può segnare ogni quadrato in cui crede che sia presente una mina con una bandiera, cliccando su di esso con il tasto destro. In alcune versioni, laddove il giocatore nutra dubbi sull'effettiva entità di un dato quadrato, il gioco consente anche di apporre un punto interrogativo. In qualche versione, cliccando con il tasto centrale del mouse (o con entrambi i tasti del mouse contemporaneamente) sopra un numero che corrisponde al numero delle bandiere adiacenti rivela tutti i quadrati non segnati vicino al numero. Altre versioni permettono al giocatore di muovere il mouse con il tasto destro del mouse tenuto premuto dopo aver segnato una mina; il giocatore può allora premere il tasto destro su altri quadrati durante il suo percorso, in modo da pulire un'ampia zona in poco tempo.
Il tracciato delle mine viene creato non appena viene iniziata la partita, e quindi appena prima che il giocatore effettui la prima cliccata di scopertura sul tracciato. Se tale prima cliccata cade in corrispondenza di una mina, il tracciato viene istantaneamente modificato (seppur in minima parte) per far sì che il primo tentativo del giocatore sia sempre a lui favorevole, cadendo su una casella libera da mine.

## Storia
Un gioco meno conosciuto chiamato Relentless Logic (anche abbreviato in RLogic) realizzato da Conway, Hong & Smith, era disponibile per MS-DOS agli inizi del 1985. Nel gioco RLogic, il giocatore è un soldato dell'United States Marine Corps, che deve consegnare un importante messaggio al centro di comando. RLogic e Campo minato sono simili, ma esistono un certo numero di differenze:
- In RLogic, il giocatore deve navigare attraverso il campo, dall'angolo in alto a sinistra fino all'angolo in basso a sinistra (dove è situato il centro di comando).
- Non è necessario trovare tutte le mine. Per questo motivo, non esiste un meccanismo per segnalare le mine o contare quante ne sono state scoperte.
- Il numero delle mosse è contato. Non esiste la classifica dei punteggi migliori. I giocatori tentano di battere il record di maggior mine messe in capo.
- Al contrario di Campo minato, la dimensione del campo è bloccata. Il giocatore può solo specificare il numero delle mine.

Poiché il giocatore deve navigare attraverso il campo, qualche volta è impossibile vincere poiché le mine bloccano l'unico percorso possibile.
La connessione tra RLogic e il Campo minato creato da Donner non è chiara. RLogic è senza dubbio precedente ma le similitudini potrebbero essere coincidenze. Relentless Logic era praticamente ignoto quando Campo minato diventò popolare.
Esiste una versione ancora più antica per il Tektronix 4051 del 1981, ma il nastro del gioco sembra appartenere almeno al 1973. Il nastro contiene una versione 3D del gioco. L'autore del gioco è David Ahl considerato una delle figure cruciali della storia dei videogiochi.

## Versioni per computer
Nella versione più conosciuta per Windows, esistono 4 tipi di gioco:
- Principiante: campo 9 × 9 con 10 mine
- Intermedio: campo 16 × 16 con 40 mine
- Esperto: campo 30 × 16 con 99 mine.
- Personalizzato: Ogni valore da 9 × 9 a 30 × 24, con un numero di mine compreso tra 10 e 667.

Le ultime versioni di Windows (da Windows 2000 in poi) presentano il livello principiante con un campo 9 × 9 invece del campo 8 × 8, con lo stesso numero di mine. Probabilmente la scelta è stata fatta per modificare il rapporto mine/quadrati che era lo stesso nei livelli principiante e intermedio:
- Principiante:

{\displaystyle 8\cdot 8=64}
{\displaystyle 10/64}
- Intermedio:

{\displaystyle 16\cdot 16=256}
{\displaystyle 40/256=10/64}
Sono disponibili versioni 3D del gioco, ad esempio MineSweeper3D. Alcune versioni di Campo Minato presentano diverse grafiche 2D; per esempio, XBomb (per X11) permette di usare i campi da gioco triangolari e esagonali e Professional Minesweeper per Windows presenta, oltre a questo, anche altre caratteristiche.
Una versione del gioco è disponibile per Game Boy.
Nel 2003, Microsoft ha aggiunto una variante di Campo minato, chiamato, nella versione italiana, Prato fiorito (in inglese Minesweeper Flags) per Windows Live Messenger (dalla versione 6). In questo gioco si deve sfidare un avversario e lo scopo è trovare tutte le mine cliccando su di esse, e non tramite i numeri. Il giocatore che scopre più mine a fine gioco, ovvero quando le mine sono state tutte scoperte o il gioco s'interrompe per una ragione (per esempio disconnessione, chiusura volontaria o involontaria della chat), vince la partita.
Nel 2009, nella Beta 1 di Windows 7, è riapparso Campo Minato. Ha una grafica rinnovata e inoltre è tornato alla sua versione originale che ha le mine invece dei fiori.
Tuttavia, il gioco è stato nuovamente rinominato in "Prato fiorito" nella versione RC di Windows 7 e, conseguentemente, anche nella versione finale.
Esistono inoltre diversi cloni di Minesweeper per dispositivi mobili come Android.

## Analisi del gioco

### Non risolvibili senza tentare
Campo minato non è sempre risolvibile senza dover tentare.
Per esempio questa situazione:

( rappresenta una mina, e i numeri indicano il numero mine. Questa posizione rappresenta una situazione in cui il gruppo di numeri si trova all'angolo di un campo da gioco)
non consente un metodo certo per stabilire in quale delle due caselle segnalate con ? è presente una mina, e il giocatore deve necessariamente tirare ad indovinare.

### NP-completezza
Il problema della disposizione delle mine nei quadrati nascosti in modo che esse siano coerenti con i numeri dati è un problema NP-completo. Ciò significa che è facile determinare se una data disposizione di mine è coerente con i numeri dati, ma piuttosto arduo trovare quell'esatta disposizione di mine, in alcuni casi. Questo significa che qualche volta è piuttosto difficile giocare a Campo Minato in maniera perfetta.
Data la relazione di Campo Minato alla matematica, il gioco è menzionato tra le descrizioni non ufficiali di uno dei Problemi per il millennio dell'Istituto matematico Clay, in cui si cerca di dimostrare l'equivalenza tra le classi di complessità P e NP.

### Sapere le probabilità delle mine non basta
Se "giocare a Campo minato perfettamente" significa trovare una strategia che assicura la miglior probabilità di risolvere uno schema casuale, allora la strategia di scegliere sempre il quadrato con la minima probabilità di contenere una mina non è sempre la migliore. Esaminiamo la seguente situazione:
(Come sopra  rappresenta una mina e i numeri hanno il significato standard di Campo Minato; a, b, c, d, e sono le posizioni sconosciute)
Ci sono i 2/3 di probabilità di una mina su a, b o c e 1/2 di probabilità di una mina su d ed e; lo si può vedere calcolando le 6 possibilità posizionando una mina su a + b + c + d + e. Giocare d od e non porterà ad ulteriori informazioni: se non si incontra una mina si vedrà apparire un 6 sotto la e oppure un 5 sotto la d. Soprattutto giocare d od e porterà a risolvere l'area in solo 1 delle 6 possibili casi. Se si gioca a (oppure b o c) e non si muore, si scoprirà immediatamente se c'è una mina su d oppure no; soprattutto si risolverà l'area in 2 delle possibili mosse. In questo modo le mosse a, b, c con il più alto e immediato rischio, si dimostrano essere le migliori a lungo termine.
In altre parole, a volte, giocare una casella che ha più probabilità di avere una mina di altre, ci può dare più informazioni che nelle mosse successive ridurranno l'incertezza sul contenuto di altre caselle.

## Tempi migliori
Nella versione per Windows, livello Esperto, un tempo inferiore agli 85 secondi in Windows 2000 (e sotto gli 80 secondi in Windows 3.x) è considerato ottimo. Il record ufficiale a livello Intermedio è 7.03 secondi e 0.49 secondi per il livello Principiante (campo 8X8). Il record ufficiale per Esperto è di 31.13 secondi. (Nota: il timer s'imposta ad 1 al primo click ma viene tolto nei tempi ufficiali). Molte persone pubblicano screenshot o video delle loro migliori partite. La Minesweeper Community ha compilato una lista delle migliori partite includendo i video delle partite più veloci. Per apparire sulla lista la somma dei record dei tre livelli non deve essere superiore a 99.
Il sito ufficiale con il regolamento, le classifiche e i video della comunity è Authoritative Minesweeper dove si può consultare anche la classifica italiana.
Le probabilità di vincere per Beginner (campo 9x9) in un solo click sono le seguenti.
Su 127 800 681 partite giocate di fila, cliccando in un angolo e controllando che tutte le caselle vengono scoperte subito, 1 519 vincono al primo colpo. Questo significa che esiste lo 0,00119% di probabilità di vincere istantaneamente, cliccando in un angolo. Su 6 713 134 partite, cliccando al centro, 39 vincono al primo click, con una probabilità dello 0,00058% di vincere istantaneamente. In 10 839 687 partite, cliccando in una casella dei lati, 103 vincono al primo click, con una probabilità di circa 0,00095% di vincere istantaneamente. Si potrebbero ottenere dati più precisi utilizzando la matematica combinatoria piuttosto che le statistiche.

## Varianti
Ci sono molte varianti di Campo minato che possono essere scaricate sulla rete. Generalmente sono versioni con diversi "temi" del campo in due o tre dimensioni. Esiste anche un gioco chiamato "Nonosweeper", che unisce la grafica stile Campo minato con i Crucipixel. Il gioco è costituito da una griglia con una serie di numeri disposti a destra e in basso rispetto al campo di gioco. I numeri indicano i gruppi di mine. Ad esempio la serie "2 1 2 3", indica che ci sono gruppi di 2, 1, 2, e 3 mine separate solamente da uno spazio vuoto. Il gioco è freeware. Il binario è disponibile solo per Microsoft Windows. Il binario può essere avviato anche su Linux e Mac OS X per emulazione tramite Wine e Darwine.

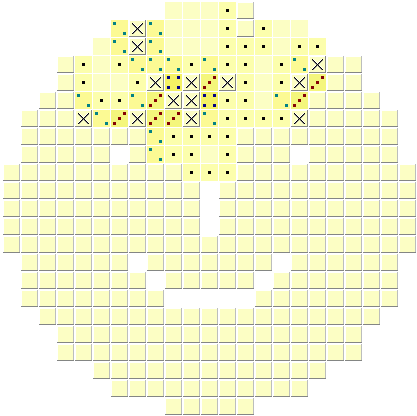
Online, non rettangolare
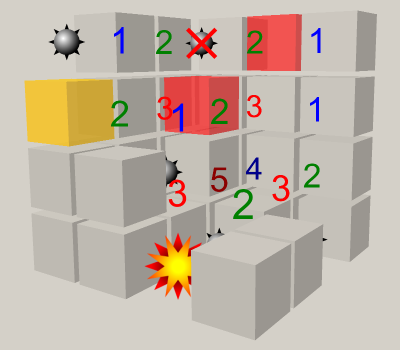
3D
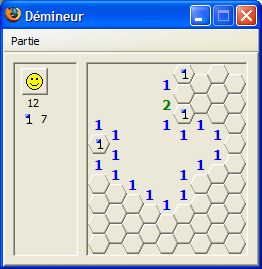
Esagonale
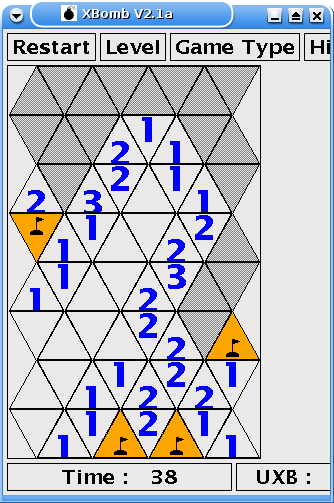
Triangolare
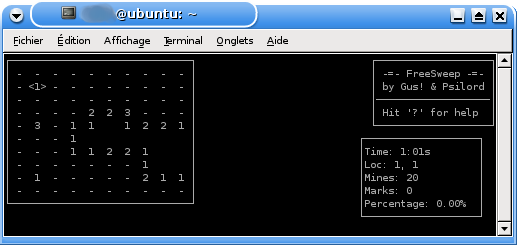
ASCII
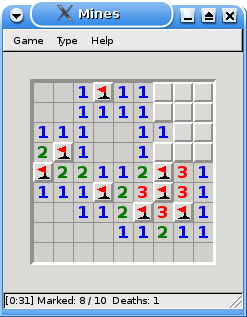
Generato in modo che il giocatore non debba mai tirare a indovinare
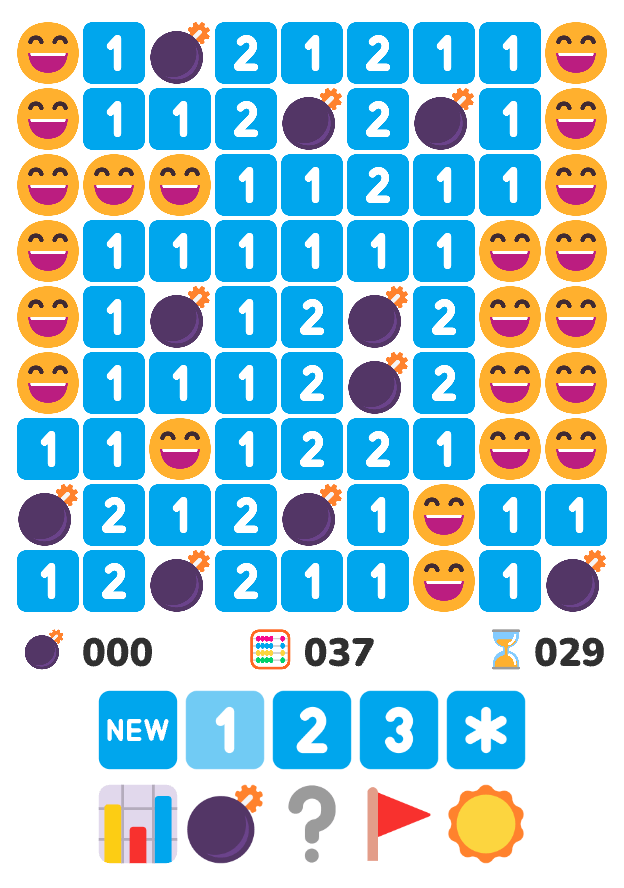
Emoji

## 3BV

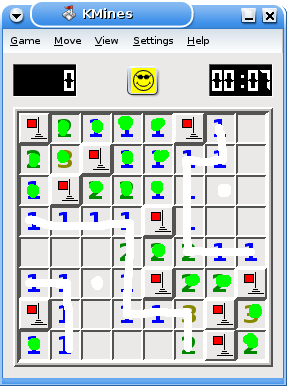
3BV di 20

3BV è l'abbreviazione di "Bechtel's Board Benchmark Value" (valutazione della scaccheria di Bechtel). È un metodo per stabilire la difficoltà di uno schema di Campo minato per computer.

### Storia
Stephan Bechtel è considerato il primo uomo che ha contato il numero minimo di click necessari per risolvere uno schema di Campo minato. Nel giugno del 2002 ha scritto il suo metodo sul libro degli ospiti ufficiale del gioco. Poco tempo dopo, Benny Benjamin ha coniato il termine 3BV per descrivere questo metodo. Nei due mesi successivi, Yoni Roll e Benny Benjamin hanno sviluppato un software chiamato "Minesweeper Board Reader" che analizza gli screenshot degli schemi di Campo minato e mostra i risultati 3BV. Nel 2003 Sorin Manea ha sviluppato un programma che registra le partite di Campo minato e mostra il 3BV della scacchiera e il numero dei click. Questo fu il primo programma a calcolare il 3BV/s (velocità 3BV al secondo) durante una partita. Nel 2004 Rodrigo Silveira Camargo rilasciò "Minesweeper Clone" con molte caratteristiche collegate con il 3BV, come la possibilità di giocare in uno schema con un 3BV stabilito e di salvare tutte le statistiche 3BV in un unico file. È un modo molto semplice per creare una cronologia delle partite e analizzare i 3BV (solamente per le partite terminate). Oltre a quelli citati precedentemente, esistono altri programmi che mostrano il 3BV negli schemi generati.

### Metodo
Il 3BV conta il numero minimo di click richiesti per scoprire tutte le caselle senza mine.
- Ogni gruppo di caselle vuote, con le caselle senza mine ad esso adiacente, conta 1 3BV (I punti bianchi nella figura).
- Ogni casella senza mina non confinante con nemmeno una casella vuota conta come 1 3BV (I punti verdi nella figura).

La somma dei 3BV è il 3BV del campo.

### 3BV/s
3BV/s vuol dire "3BV al secondo". Se il campo ha un 3BV di 17 ed è stato finito in 6.14 secondi allora il 3BV/s sarà 3.31.
```
3BV/s=3BV/(Tempo-1)
```

Il tempo di cui si ha bisogno per finire uno schema dipende dalla difficoltà dello schema e non è quindi il miglior modo per confrontare i record. Il metodo 3BV/s in altre parole considera la difficoltà dello schema e il tempo necessario per terminarlo. Tra i migliori giocatori di Campo minato i record 3BV/s non sono quindi importanti quanto il record stabilito puramente sul tempo, ma servono solo a dare un'idea sulla velocità che hanno in genere i detentori di record.
Se si usano le bandiere per segnare le mine può capitare che si riesca a finire il campo in meno click di quelli segnalati dal 3BV, in particolare potendo usufruire della combinazione "click destro+click sinistro" per ripulire in una sola mossa tutte le mine adiacenti a una casella data. Le partite giocate solo con il tasto destro si chiamano "senza bandiere" (non-flagging o nf in inglese), invece quelle che presentano bandiere si chiamano "con modalità bandiera".